# واولکس، پس دو کلیس
واولکس، پس دو کلیس (به فرانسوی: Vaulx, Pas-de-Calais) یک کمون در فرانسه است که در پا-دو-کاله واقع شده‌است.

## خصوصیات
واولکس ۴٫۹۲ کیلومترمربع مساحت و ۹۲ نفر جمعیت دارد و ۹۳ متر بالاتر از سطح دریا واقع شده‌است.